# دانيال بيكون
دانيال بيكون (بالإنجليزية: Daniel Bacon)‏ هو ممثل بريطاني، ولد في 30 أكتوبر 1970 في ساوثهامبتون في المملكة المتحدة.

## أعمال

### أفلام
- (2015) عصر أدالين[2][3]
- (2016) العملاق الودود الضخم[4][5]

## وصلات خارجية
- دانيال بيكون على موقع IMDb (الإنجليزية)
- دانيال بيكون على موقع قاعدة بيانات الفيلم (الإنجليزية)